# Vergina
Vergina (griechisch Βεργίνα [vɛrˈʝina] (f. sg.), bulgarisch/mazedonisch Кутлеш Kutlesch/Kutleš) ist ein nordgriechischer Ort in der Gemeinde Veria in der Region Zentralmakedonien.
1934 wurde die Landgemeinde (kinotita) Vergina durch Ausgliederung aus Palatitsia gebildet. 1997 wurden einige Nachbargemeinden nach Vergina eingemeindet und die Gemeinde zur Stadtgemeinde (dimos) erhoben. Mit der Verwaltungsreform 2010 ging Vergina in der Gemeinde Veria auf, wo es einen von fünf Gemeindebezirken bildet.
Die Ausgrabungsstätte bei Vergina ist vermutlich identisch mit der antiken Stadt Aigai, die bis 410 v. Chr. Hauptstadt des Königreiches Makedonien war. Auch später noch diente der Ort als Begräbnisstätte der makedonischen Könige. Bei Vergina liegt außerdem eine eisenzeitliche Hügelgräbernekropole mit ungefähr 300 Gräbern aus dem 11.–9. Jahrhundert v. Chr., zu der auch eine bisher nicht eindeutig identifizierte Siedlung zugeordnet war. Die Ausgrabungsstätten von Vergina zählen seit 1996 zum UNESCO-Welterbe.
Zur Gliederung Verginas in Ortschaften und Siedlungen siehe Veria#Verwaltungsgliederung.

## Archäologische Ausgrabungsstätte

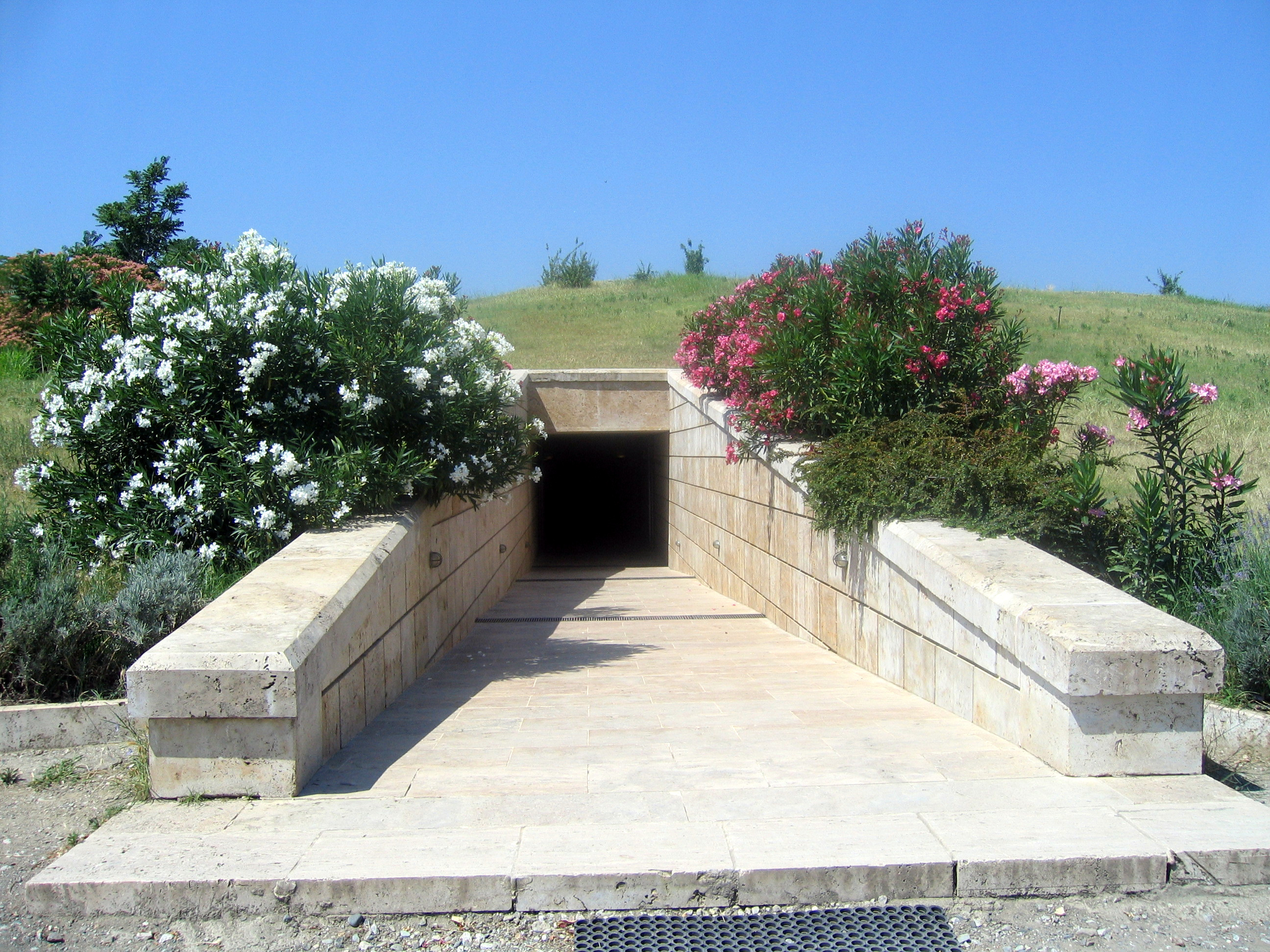
Moderner Eingang zum Großen Tumulus und Eingang zum Museum

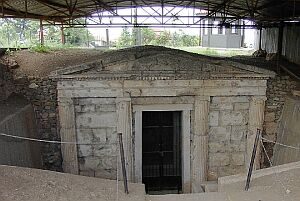
Eingang zu einem Kammergrab zwischen Großem Tumulus und Palast

### Antike Stadt
Die bei Vergina gelegene antike Stadt erstreckte sich wahrscheinlich hauptsächlich nördlich der Palastanlage. Zur Stadt gehörten mehrere Heiligtümer und ein Theater, das in der zweiten Hälfte des 4. Jahrhunderts v. Chr. erbaut wurde. Die Stadt scheint in der ersten Hälfte des 2. Jahrhunderts v. Chr. stark zerstört worden zu sein.

### Palast
Die Überreste des Palastes liegen an den Hängen des Pieria-Gebirges. Das Gebäude misst 104,5 × 88,5 m und besitzt einen quadratischen Innenhof mit 44,5 m Seitenlänge, der von einem Säulengang umgrenzt wurde. An den Säulengang schlossen sich unterschiedlich große Räume an. Zusätzlich besaß der Palast, der auf der Ostseite wahrscheinlich zweigeschossig war, eine Terrasse, die sich zum Aliakmonas-Tal hin öffnete. Datiert wird der Palast in das dritte Viertel des 4. Jahrhunderts v. Chr., und er wurde möglicherweise noch vor der Eroberung Makedoniens durch die Römer 168 v. Chr. zerstört.

### Gräber aus makedonischer Zeit
In der Umgebung von Vergina befinden sich neun Kammergräber aus makedonischer Zeit. Vier Gräber liegen unter einem großen Tumulus mit einem Durchmesser von damals 110 m und einer Höhe von über 12 m. Drei Gräber sind reich bemalt und mit vielen Grabbeigaben versehen, das vierte wurde stark zerstört und beraubt.
Das größte Grab des großen Tumulus ist das sogenannte Philipp-Grab. Es ist in eine Vor- und Hauptkammer eingeteilt und besitzt eine Fassade mit ionischen Säulen, Pilastern und einem farbig bemalten Fries. Die Grabbeigaben des Philipp-Grabes sind sehr umfangreich. Sowohl in der Vorkammer als auch in der Hauptkammer befand sich unter anderem eine goldene Larnax, die mit einem Stern verziert war, dem sogenannten Stern von Vergina. Die Larnax in der Hauptkammer enthielt einen goldenen Eichenkranz und, ehemals eingewickelt in einem Purpurtuch, die verbrannten Gebeine eines Mannes. Die Gebeine werden Philipp II., Vater Alexander des Großen, zugeschrieben. Bei der Untersuchung der Skelettreste wurde durch den britischen Anthropologen Jonathan H. Musgrave eine verheilte Knochenwunde am rechten Auge festgestellt. Da überliefert wird, dass Philipp II. sein rechtes Auge bei der Schlacht von Methone 355/4 v. Chr. verlor, ist mit diesem Befund die Zugehörigkeit des Makedonenkönigs zu diesem Grab erklärt worden. Jedoch gilt dieser Zusammenhang als nicht gesichert. Andere weisen darauf hin, dass mit der Datierung des Grabes an sich eher Philipp III. Arrhidaios (352–317 v. Chr.), Halbbruder und Nachfolger Alexander des Großen, als Grabinhaber wahrscheinlich ist.

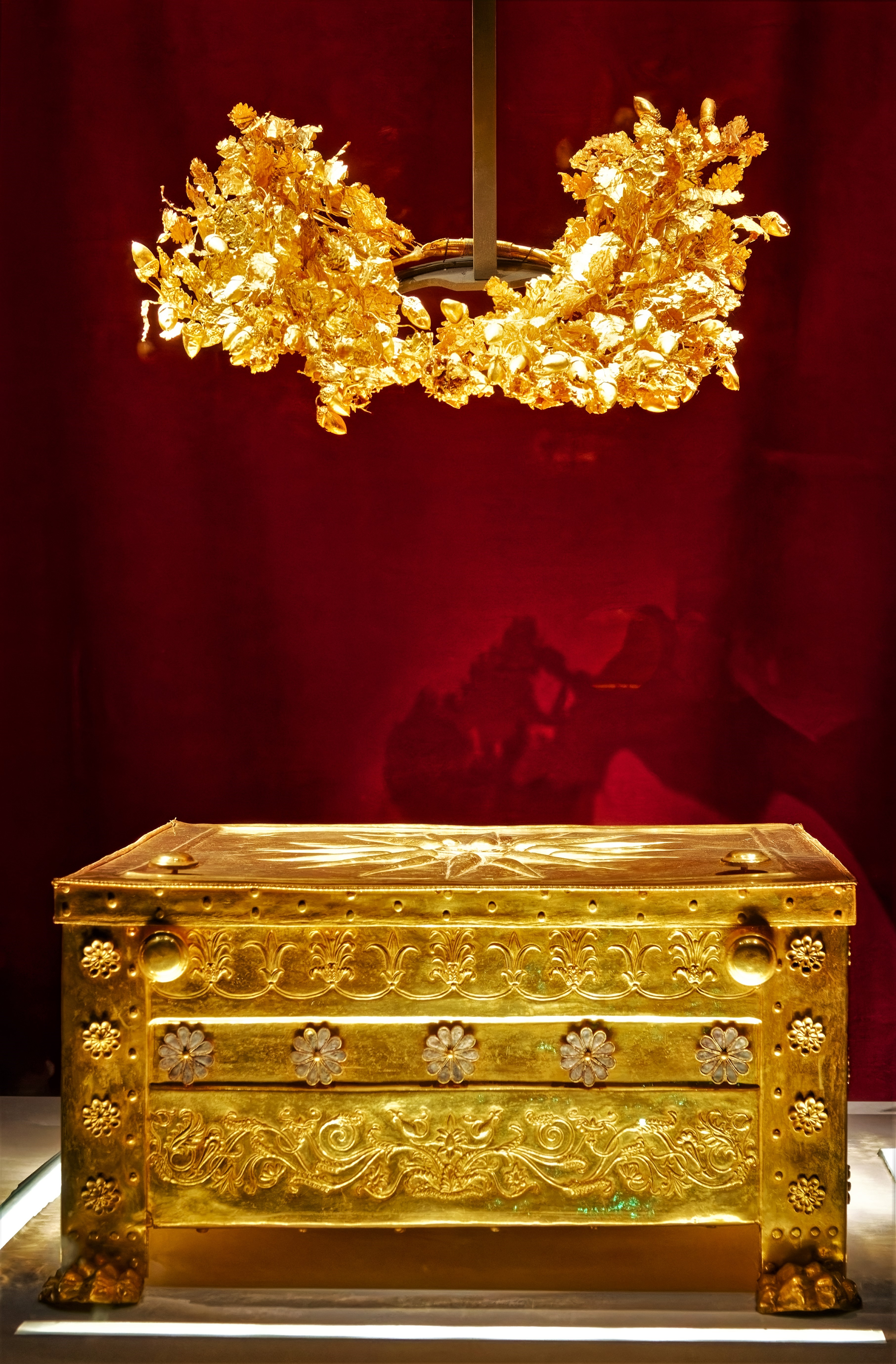
Der Goldene Larnax (Chrysi Larnaka) mit dem Stern von Vergina, ein sechzehnstrahliges Sonnensymbol, auf der Oberseite enthält vermutlich die sterblichen Überreste des Königs Philipp II. von Makedonien, darüber schwebend ein goldener Eichenkranz. Früher war es in Thessalonikis Archäologischem Museum ausgestellt, seit 1997 befindet es sich am ursprünglichen Fundort in Vergina auf einer unterirdischen Museumsbühne innerhalb des Großen Hügelgrabs.

Neben dem Philipp-Grab finden sich in dem großen Tumulus das Prinzen- und das Persephone-Grab. Das Romaios- und das Eurydike-Grab liegen nördlich des Palastes. Vier weitere Kammergräber befanden sich westlich des Dorfes Palatitsa.
Die Gräber geben wichtige kulturgeschichtliche Hinweise auf die Selbstdarstellung der makedonischen Königsdynastie der Argeaden. Gegen die oft vertretene Meinung, Makedonien liege außerhalb des griechischen Kulturkreises, präsentiert sich die Königsfamilie in den Grabmälern als Griechen: Grabbeigaben zeigen Jagd- und Kriegsszenen sowie Symposien als Teil des griechischen Lebens des Königs; Waffen und sogar Gebrauchsgegenstände wie Weinmischer (der beweisen sollte, dass auch die makedonische Dynastie wie die Griechen den Wein nicht pur trank) sind als Reminiszenzen an das klassische Griechenland, Kremierung und Beisetzung der Asche an die Vorbilder der homerischen Epen zu werten.

### Grabungsgeschichte
Die Ausgrabung der hellenistischen Stätten begann 1861 unter dem französischen Archäologen Léon Heuzey und dauert bis heute an. 1977 entdeckte Manolis Andronikos die von Grabräubern unberührten, reich ausgestatteten Gräber unter dem großen Tumulus.

### Museum

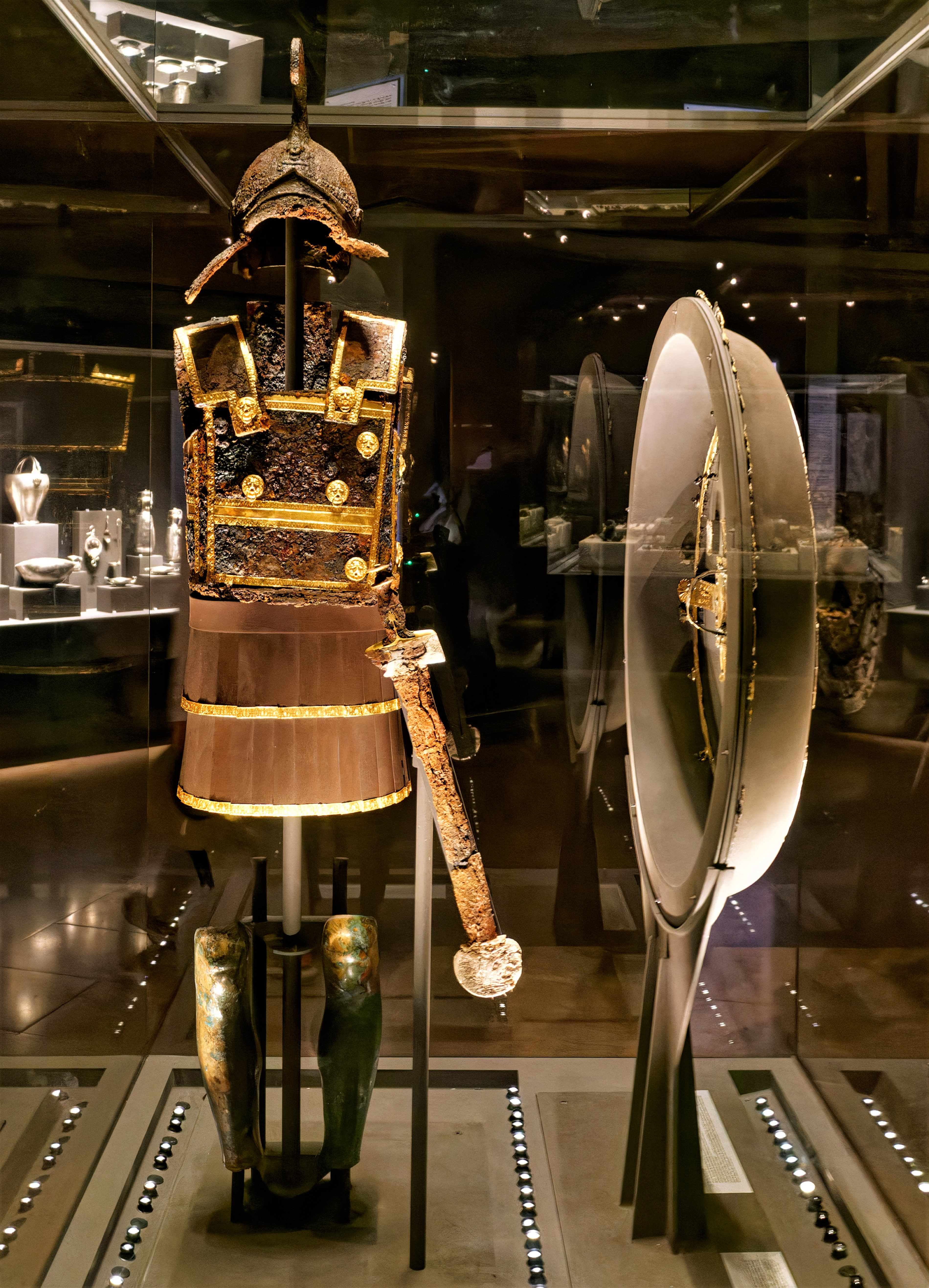
Ausrüstung eines Kriegers
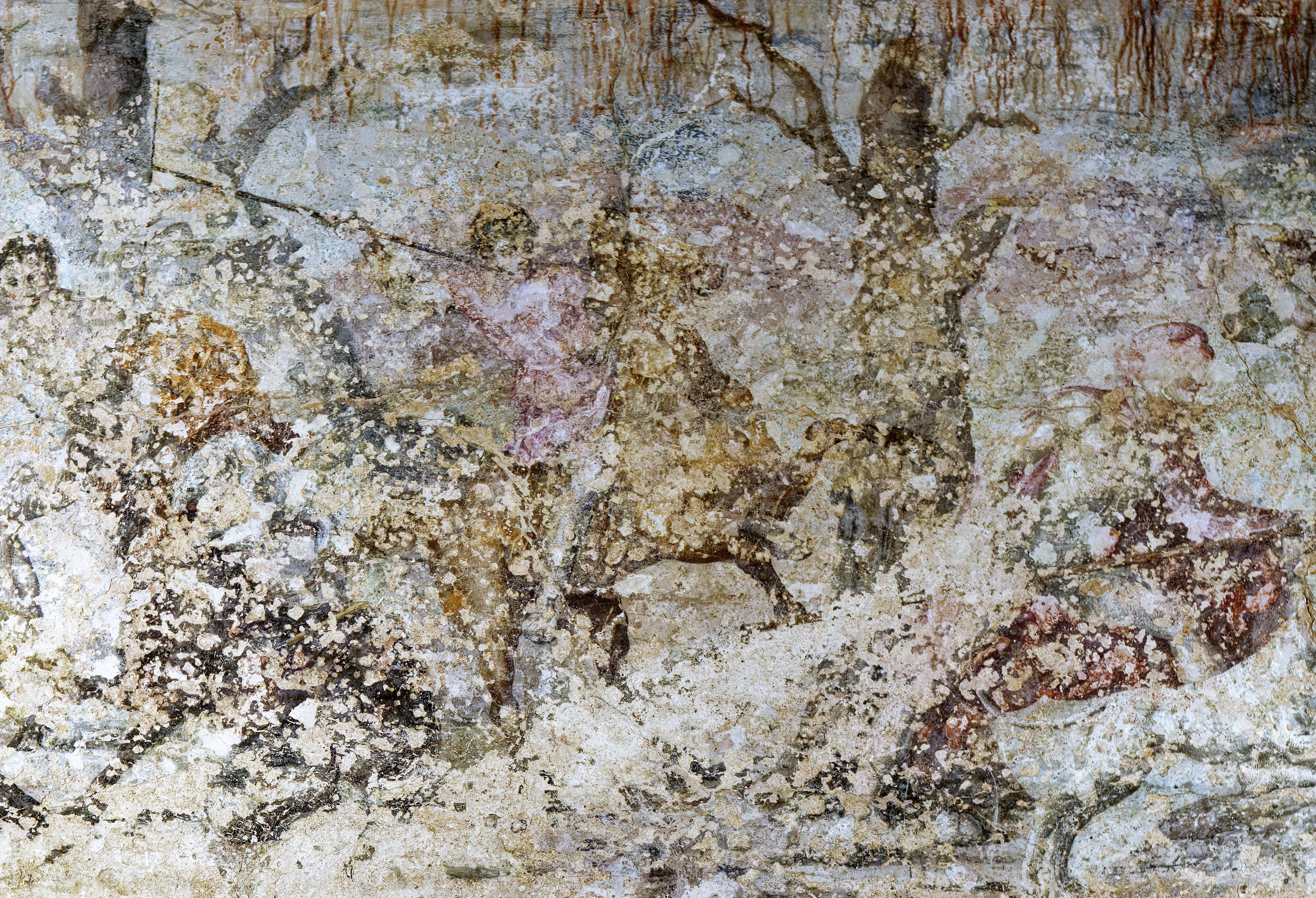
Detail Grab Philipp II
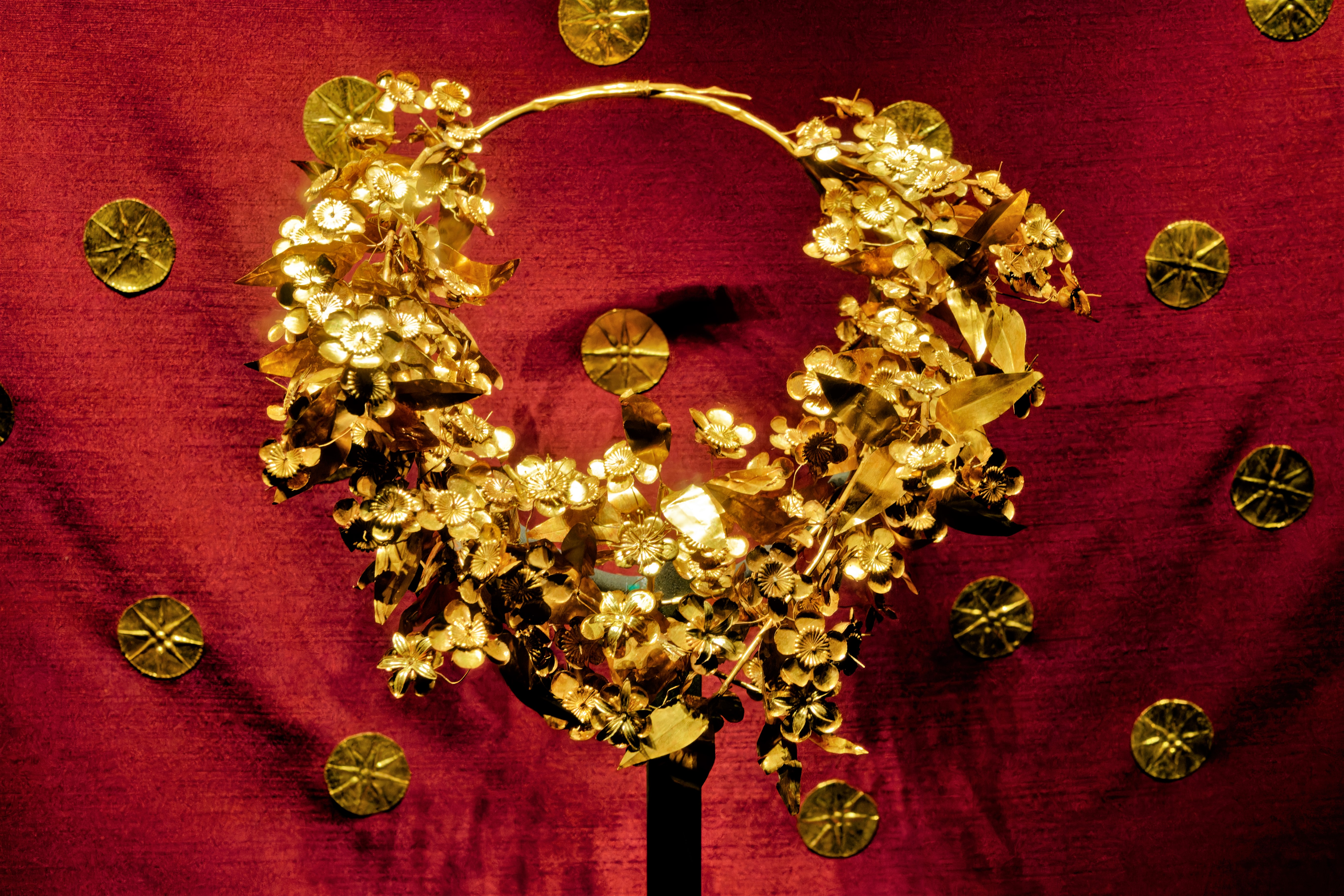
Goldschmuck der Königin Medea
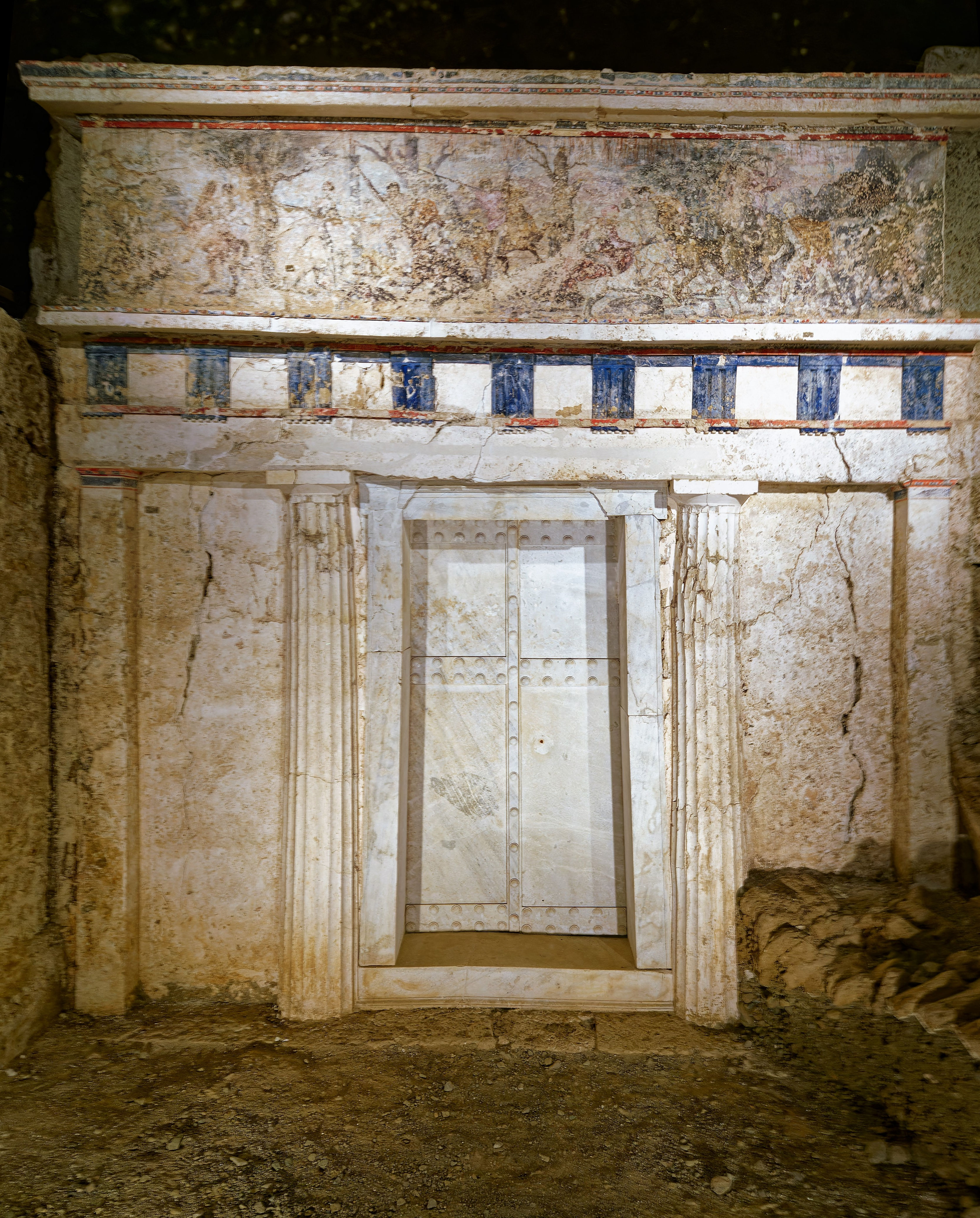
Grab Philipp II
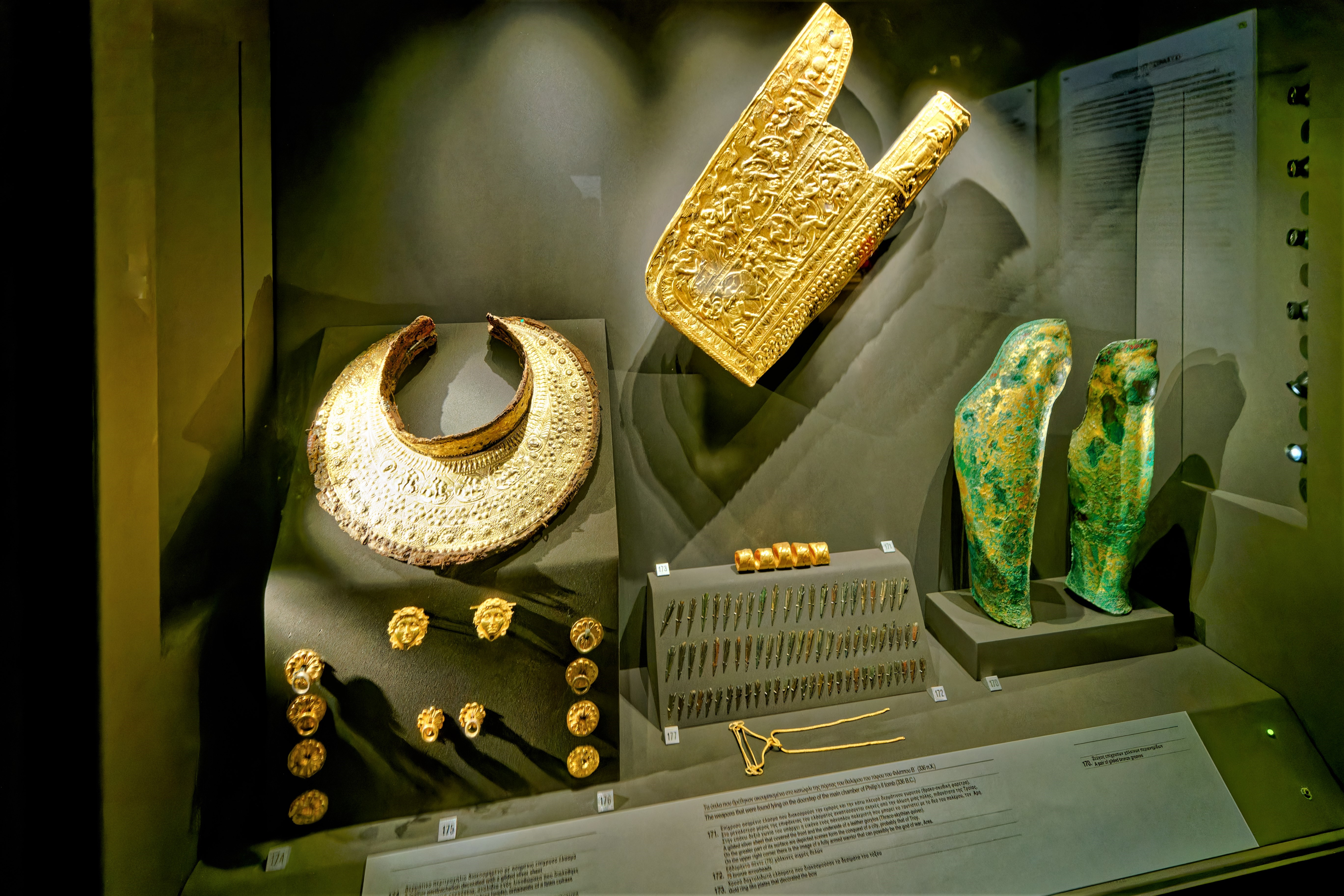
Grabbeigaben Philipp II

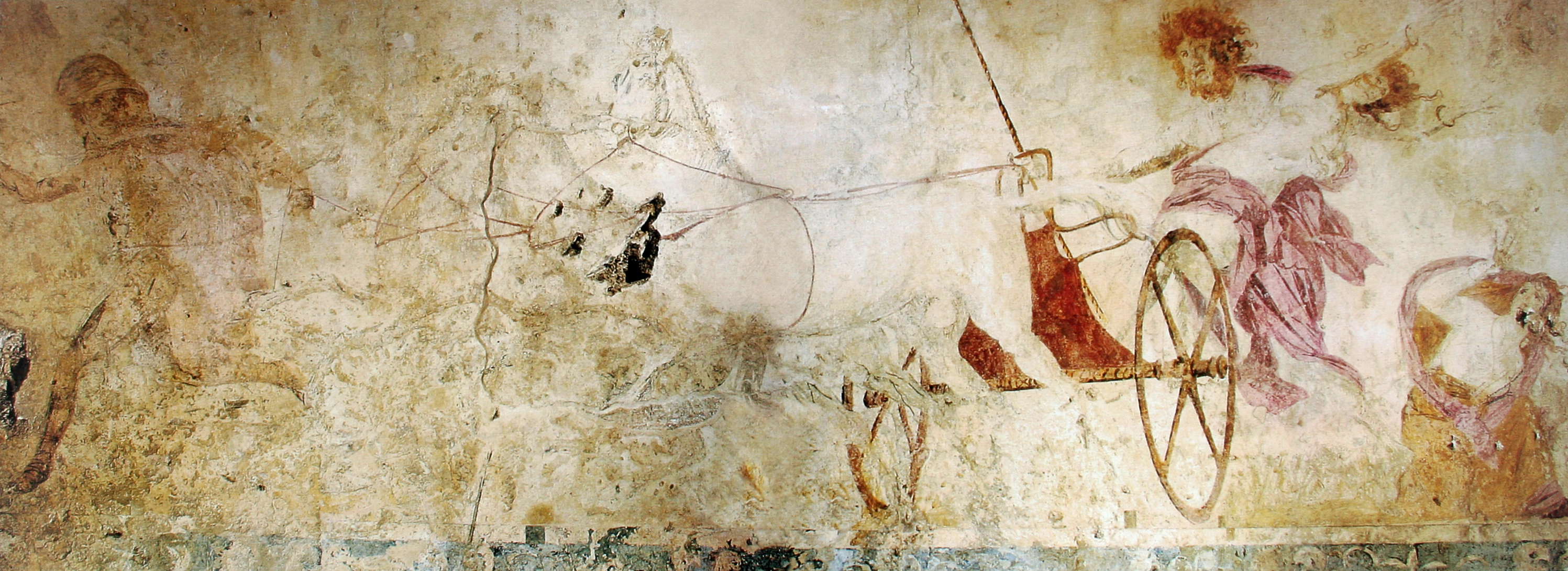

Der Stern von Vergina

Der Grabhügel mit dem sogenannten Philipp-Grab und weiteren Gräbern ist inzwischen in einen unterirdischen Museumsbau integriert, der auch die zahlreichen Grabbeigaben präsentiert.

### Ausstellung
2011 fand im Ashmolean Museum in Oxford die Ausstellung Heracles to Alexander: Treasures from the Royal Capital of Macedonia. A Hellenic Kingdom in the Age of Democracy statt. Hier wurden zum ersten Mal außerhalb Griechenlands die in den letzten Jahrzehnten gefundenen Schätze aus den Palästen und Grabstätten in Aigai ausgestellt.